# Santa Lucía de Tirajana
Santa Lucía de Tirajana (Sainte-Lucie en français) est une commune de la communauté autonome des Îles Canaries en Espagne. Elle est située au sud-est de l'île de Grande Canarie dans la province de Las Palmas.

## Géographie

### Localisation

Localisation de l'île de Grande Canarie dans les Îles Canaries.
Localisation de Santa Lucía de Tirajana dans l'île de Grande Canarie.

| Agüimes                   | Ingenio                   |                  |
| San Bartolomé de Tirajana | Santa Lucía de Tirajana   | Océan Atlantique |
|                           | San Bartolomé de Tirajana |                  |

### Villages de la commune
- Santa Lucía
- Rosiana
- Las Lagunas
- Ingenio
- La Sorrueda
- Sardina
- Orilla Alta
- Orilla Baja
- La Blanca
- Casa Pastores
- Doctoral
- Vecindario
- Cruce de Sardina
- El Canario
- Los Llanos
- Balos
- Casa Santa
- Pozo izquierdo

### Transports
- Route ancienne de Gran Canaria - Puerto Rico
- GC-1 (autoroute)

## Démographie
| Année | Population | Densité      |
| ----- | ---------- | ------------ |
| 1991  | 33.059     | 537,02/km²   |
| 1996  | 40.127     | 651,83/km²   |
| 2001  | 47.653     | 768,58/km²   |
| 2002  | 49.902     | 810,62/km²   |
| 2003  | 52.684     | 855,82/km²   |
| 2004  | 53.820     | 882,58/km²   |
| 2005  | 56.268     | 914,03/km²   |
| 2006  | 57.211     | 929,35/km²   |
| 2007  | 58.335     | 947,61/km²   |
| 2008  | 61.325     | 996,18/km²   |
| 2009  | 63.637     | 1.033,73/km² |

## Patrimoine

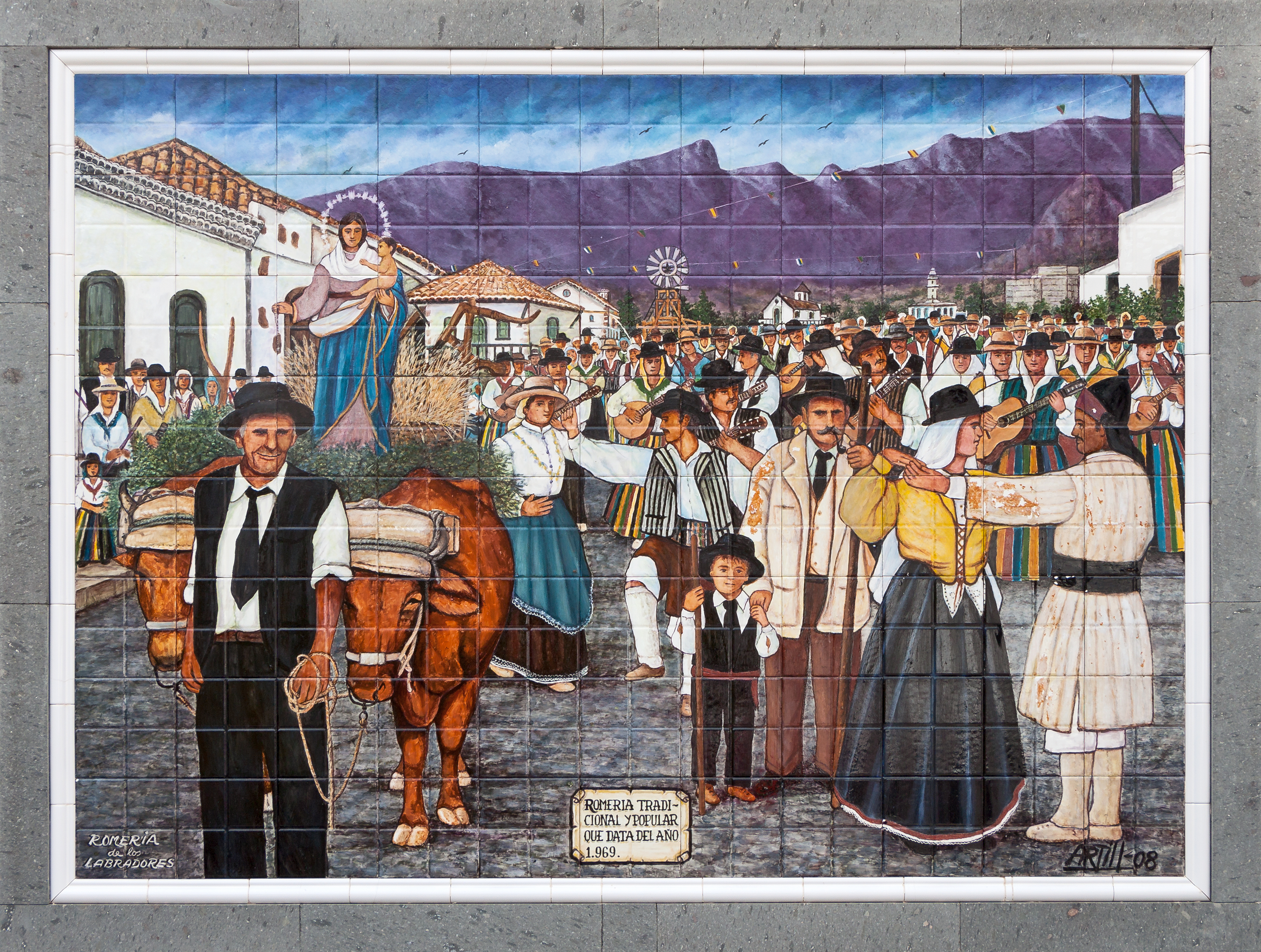
Tableau représentant le pèlerinage des fermiers à Santa Lucía.

### Personnalités liées à la ville
- Juan Ramirez (1935-), artiste surnommé « le mousquetaire de l'Art » ou le « Don Quichotte de la peinture[1]».